# Büyükdöllük, Edirne
Büyükdöllük là một xã thuộc thành phố Edirne, tỉnh Edirne, Thổ Nhĩ Kỳ. Dân số thời điểm năm 2011 là 750 người.